# Gesnerus (Zeitschrift)
Gesnerus war eine schweizerische Fachzeitschrift für die Geschichte der Medizin und der Naturwissenschaften, die 1942 von Jean Strohl gegründet wurde und von 1943 bis 2020 erschien.

## Geschichte
Gesnerus war das Organ der Schweizerischen Gesellschaft für Geschichte der Medizin und der Naturwissenschaften (SGGMN). Die Zeitschrift erschien bis 1998 im Verlag Sauerländer in Aarau und danach im Schwabe Verlag in Basel. Bis 1988 lautete der Untertitel Vierteljahrsschrift für Geschichte der Medizin und der Naturwissenschaften. Bis 2009 erschien Gesnerus vierteljährlich, ab 2010 halbjährlich (im Juni und Dezember).
Seit 2021 und als Fortführung von Gesnerus ist das European Journal for the History of Medicine and Health die offizielle Zeitschrift der SGGMN. Sie wird gemeinsam mit der European Association for the History of Medicine and Health herausgegeben.

## Redaktoren
| Zeit      | Chefredaktion                  | Redaktion |
| --------- | ------------------------------ | --- |
| 1943–1973 | Hans Fischer                   | |
| 1974–1980 | Hans H. Walser                 | unterstützt von Heinz Balmer (1976–1980) |
| 1981–1982 | Heinz Balmer                   | |
| 1983–1988 | Carl Haffter                   | |
| 1989–1992 | Huldrych M. Koelbing           | Marcel Bickel (ab 1992), Philippe Mudry, Hans K. Schmutz, Heidi Seger, Antoinette Stettler (bis 1991) |
| 1993–2001 | Marcel H. Bickel               | Vincent Barras, Urs Boschung, Huldrych M. Koelbing, Hans K. Schmutz, Heidi Seger |
| 2002–2011 | Vincent Barras                 | Marcel H. Bickel (bis 2005), Christian Bonah (ab 2010), Urs Boschung (bis 2004), Danièle Calinon (bis 2008), Michael Hagner (ab 2010), Micheline Louis-Courvoisier, Francesco Panese, Iris Ritzmann, Hans K. Schmutz, Hubert Steinke (ab 2005), Jakob Tanner, Daniela Vaj (ab 2009) |
| 2012–2020 | Vincent Barras, Hubert Steinke | Christian Bonah, Michael Hagner, Micheline Louis-Courvoisier (bis 2012), Francesco Panese, Iris Ritzmann, Hans K. Schmutz, Jakob Tanner, Daniela Vaj (bis 2012) |